# Hunter (Kansas)
Hunter és una població dels Estats Units a l'estat de Kansas. Segons el cens del 2000 tenia 77 habitants.

## Demografia
Segons el cens del 2000, Hunter tenia 77 habitants, 41 habitatges, i 23 famílies. La densitat de població era de 141,6 habitants/km².
Dels 41 habitatges en un 19,5% hi vivien nens de menys de 18 anys, en un 46,3% hi vivien parelles casades, en un 7,3% dones solteres, i en un 43,9% no eren unitats familiars. En el 43,9% dels habitatges hi vivien persones soles el 24,4% de les quals corresponia a persones de 65 anys o més que vivien soles. El nombre mitjà de persones vivint en cada habitatge era d'1,88 i el nombre mitjà de persones que vivien en cada família era de 2,48.
Per edats la població es repartia de la següent manera: un 15,6% tenia menys de 18 anys, un 5,2% entre 18 i 24, un 18,2% entre 25 i 44, un 28,6% de 45 a 60 i un 32,5% 65 anys o més.
L'edat mediana era de 56 anys. Per cada 100 dones de 18 o més anys hi havia 91,2 homes.
La renda mediana per habitatge era de 19.000 $ i la renda mediana per família de 27.708 $. Els homes tenien una renda mediana de 15.625 $ mentre que les dones 11.250 $. La renda per capita de la població era de 13.424 $. Cap de les famílies i el 5,3% de la població estaven per davall del llindar de pobresa.

## Poblacions més properes
El següent diagrama mostra les poblacions més properes.